# Carl Graf (Mediziner)

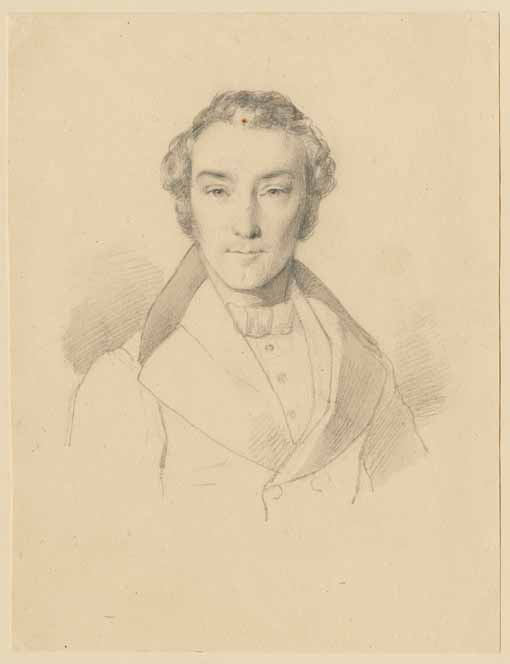
Porträt von Carl Graf als Handzeichnung um 1835

Carl Graf (* 15. Mai 1801 in München; † 9. November 1883 in München) war ein deutscher Arzt im Rang eines Obermedizinalrats.

## Leben
Carl Graf betrieb humanistische Studien in München. Anschließend studierte er in Landshut Naturwissenschaft und Medizin wurde Assistent am Allgemeinen Krankenhaus in München.
Er wurde Leibarzt von Königin Karoline von Baden und Mitglied im Obermedizinalausschuss. Beschrieben wird er als scharfer Betrachter und kenntnisreicher Arzt, der sich vornehmlich mit den Volkskrankheiten Cholera und Typhus beschäftigt hat und darüber in medizinischen Fachzeitschriften schrieb. Er gründete ärztliche Kreisvereine, die Ärztekammer und den Pensionsverein für Witwen und Waisen bayrischer Ärzte. Er war Mitbegründer des Ärztlichen Vereins München e.V., der sich vor allem für die sozialen Belange der Mediziner setzt.
Verheiratet war Carl Graf mit Mathilde Vorbrugg (* 28. März 1809; † 10. September 1887).
Carl Graf starb 1883 im Alter von 82 Jahren in München.

## Grabstätte

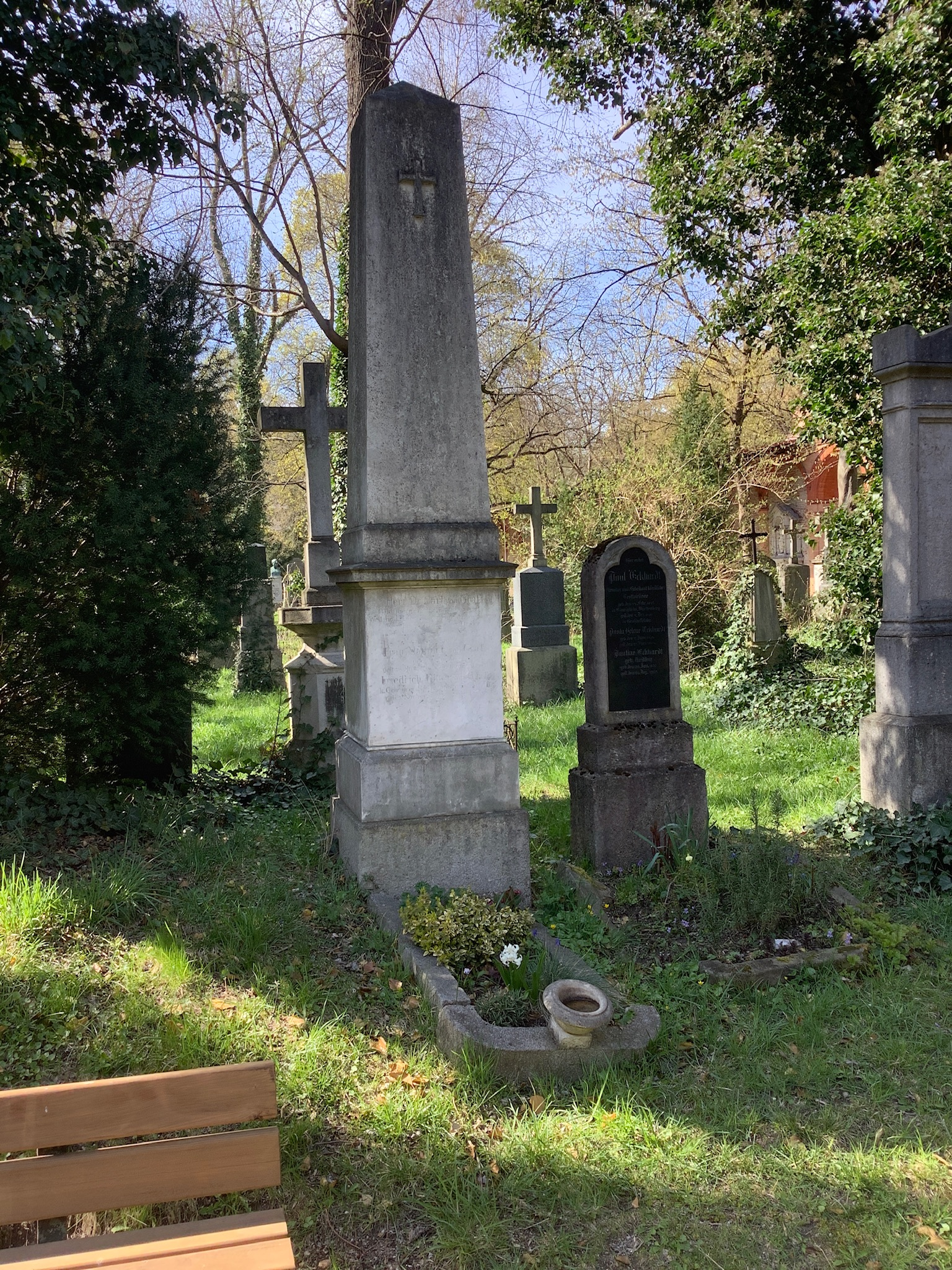
Grab von Carl Graf auf dem Alten Südlichen Friedhof in München

Die Grabstätte von Carl Graf befindet sich auf dem Alten Südlichen Friedhof in München (Gräberfeld 28 – Reihe 1 – Platz 16) Standort.
In dem Grab liegt auch seine Frau und weitere Verwandte.

## Hauptwerk
- Versuch einer Darstellung des Choleramorbus, über das im Jahre 1840/41 in München herrschende Schleim-Fieber (febris typhosa).